# Нижний Рук
Нижний Рук (или Нижний Рок, осет. Дæллаг Рукъ, груз. ქვემო როკა, Квемо-Рока) — село в Закавказье, расположено в Дзауском районе Южной Осетии, фактически контролирующей его; согласно юрисдикции Грузии — в Джавском муниципалитете. 
Центр Рукской сельской администрации в РЮО.
Село находится к югу от Рокского туннеля, соединяющего Северную и Южную Осетии; на реке Большая Лиахви. Является частью сельского поселения (цепочки селений) Рук, наряду с расположенными севернее сёлами Средний Рук и Верхний Рук.

## Население
Село населено этническими осетинами. В 1987 году — 10 жителей.

## Топографическая карта
Лист карты K-38-53 пер. Крестовый. Масштаб: 1 : 100 000. Состояние местности на 1987 год. Издание 1989 г.